# Надбульбашка Оріона–Ерідана

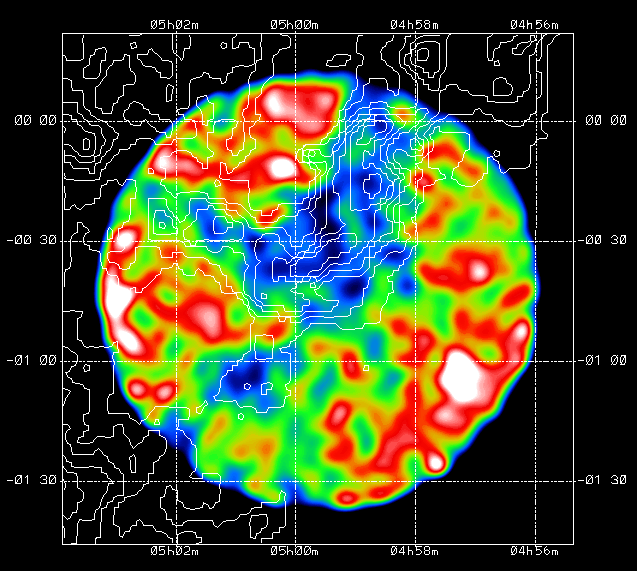
Це зображення ROSAT PSPC у штучних кольорах є частиною сусідньої супербульбашки зоряного вітру супербульбашки Оріона-Ерідана

Надбульбашка Оріона–Ерідана (також м'яке покращення рентгенівського випромінювання Ерідана)— це надбульбашка, розташована на захід від туманності Оріона. Область утворена з накладених один на одного залишків наднових, які можуть бути пов’язані із зоряною асоціацією Оріон OB1. Надбульбашка має приблизно 1200 світлових років у поперечнику. Це найближча надбульбашка до Місцевої бульбашки, що містить Сонце, з відповідними ударними фронтами, розташованими на відстані близько 500 світлових років один від одного. М'яке рентгенівське випромінювання випромінює гарячий газ (T ~ 2-3 MK) всередині супербульбашки. Цей яскравий об’єкт утворює фон для «тіні» нитки газу та пилу.

## Історія
Надбульбашка Оріона–Ерідана сканувалась з серпня до вересня 1977 р. та знову з січня до березня 1978 за допомогою низькоенергетичних детекторів LEDs в рамках програми HEAO 1 в експерименті A-2 були отримані карти оброблені за допомогою методу максимальної ентропії (MEM).
Структуру відкрив у 1970-х роках за допомогою радіоспостережень радіолінії 21 см Карл Хейлс. Наприкінці 1990-х нові спостереження радіовипромінювання та ліній оптичного випромінювання здійснили Рон Рейнольдс, Стів Тафт та Метт Хефнер.